# АСК ТП збагачення вугілля флотацією
АСК ТП збагачення вугілля флотацією — автоматична система керування, яка забезпечує комплексну автоматизацію технологічного процесу флотації вугілля. Призначена для автоматизованого керування процесом збагачення вугільних шламів флотацією.

## Склад АСК ТП збагачення вугілля у важких середовищах
- пульта керування,
- обладнання контролю густини й витрати вихідної пульпи й відходів флотації,
- обладнання контролю зольності відходів флотації,
- дозатори реагентів,
- змішувач реагентів та ін.

Система має центральний системний сервер, установлений у диспетчерській збагачувальної фабрики, пов'язаний з пультом керування.

## Функції АСК ТП збагачення вугілля флотацією
- Автоматичний контроль густини вихідної пульпи, що подаємося на флотацію.
- Автоматичний контроль об'ємної витрати вихідної пульпи, що подається на флотацію.
- Автоматичне обчислення вагової кількості твердого продукту у вихідній пульпі, що подається на флотацію.
- Автоматичний контроль густини відходів флотації.
- Автоматичний контроль об'ємної витрати відходів флотації.
- Автоматичне обчислення вагової кількості відходів флотації.
- Автоматичне обчислення вагової кількості флотоконцентрату, на виході процесу (за балансним рівнянням).
- Автоматичний контроль зольності відходів флотації.
- Автоматичне дозування реагенту-збирача.
- Автоматичне дозування реагенту-спінювача.
- Розподіл реагентів, змішаних після дозаторів, у заданому співвідношенні між АКП і камерами машин.
- Задання питомих витрат реагенту-збирача й реагенту-спінювача.
- Інтегральний облік кількості витрачених реагентів, кількості твердого продукту, по входу й виходам процесу флотації за зміну, добу, з початку місяця, об'ємного навантаження по входу й виходам процесу флотації за зміну, добу, з початку місяця.
- Можливість вибору режиму ручного керування дозаторами реагентів.
- Цифрова індикація значень контрольованих параметрів процесу флотації на моніторі пульта керування.

- Збереження значень параметрів процесу в центральному системному сервері за останні 45 днів і виведення їх на екран у вигляді графіків і таблиць.
- Відображення в реальному режимі часу на мнемосхемі монітора центрального сервера поточних значень контрольованих технологічних параметрів.